# Abborrtjärnen (Norra Ny socken, Värmland, 669066-135695)
Abborrtjärnen är en sjö i Torsby kommun i Värmland och ingår i Göta älvs huvudavrinningsområde. Sjön är 6,2 meter djup, har en yta på 0,022 kvadratkilometer och är belägen 310,5 meter över havet. Vid provfiske har abborre fångats i sjön.